# Свети Илия (Саракина)
Свети Илия (на гръцки: Αϊ-Λιάς) е бивше село в Егейска Македония, Република Гърция, разположено на територията на дем Хрупища, област Западна Македония.

## География
Селото се намирало високо в планината Саракина, на западния бряг на днешния язовир на река Язовино, приток на Порос.

## История
В XVIII век Свети Илия е едно от няколкото малки скотовъдни селца, разпръснати из Саракина. Жителите му са подложени на тормоз от турци разбойници и около 1800 година се изселват в Лошница и се заселват в къщите на избитото през април 1800 година от капитан Муцо (Муцогрекос) семейство на Ахмед бей. Тъй като принадлежат към рода Санация, махалата им в Лошница получава името Санацийска. Когато напускат Свети Илия, те отнасят от едноименната църква на селището, чиито основи са открити през 70-те години на XX век, иконата на техния патрон Свети Илия, пренасят я в Лошница и я поставят на иконостаса на „Свети Георги“, в нейния десен край, където стои и до днес. Дори и след трайното си заселване в Лошница, светиилийчани продължават да обработват землището на старото село и пасат там стадата си от овце. До края на XIX век е запазена църквата на разрушеното село „Свети Илия“, в която се празнува Илинден на 20 юли. Също така се празнува и денят на Свети Христофорос 9 май в неговия параклис, който се е намирал над изоставеното село, на едноименния връх.